# Фернандо Кавенаги
Фернандо Кавенаги (на испански: Fernando Cavenaghi) е бивш аржентински футболист, нападател.

## Кариера
Започва кариерата си в Ривър Плейт в края на сезон 2000/01 като участва в 5 мача. През първия си цял сезон, записва 23 мача и 17 гола, включително хеттрик срещу Естудиантес. През 2004 г. е закупен от руския Спартак (Москва) за сумата от £6.5 млн. През сезон 2005 има 7 гола в 26 мача. На следващата година се предствавя по-добре и вече се спекулира за неговото напускане в посока по-голям клуб. На 22 януари 2007 г. е продаден на френския Бордо, като сумата не е обявена, но според руските медии става въпрос за около €11 млн. заедно с бонусите. Първият му мач в Лига 1 е на 3 февруари срещу Ница. Сезон 2007/08 е изключително успешен за него - 22 гола в 35 мача. Това му носи повиквателна за националния отбор. На 26 март 2008 г. дебютира срещу Египет. На следващата година печели титлата във Франция, а на сметката му има 13 гола в 29 мача. През 2010 г. е преотстъпен на Майорка, а през 2011 г. на бразилския Интернасионал. През лятото на 2011 г. се завръща в Ривър Плейт след историческото му изпадане от елита. Взима и капитанската лента. Представя се отлично през сезон с 19 гола в 37 срещи, като вкарва 4 гола на Химнасия де Хухуй, а Ривър Плейт печели промоция. На 9 август 2012 г. се завръща в Европа и подписва с испанския Виляреал. В дебюта си вкарва двата гола за 2:1 срещу Реал Мадрид Кастиля. Не се задържа дълго и през януари 2013 г. подписва с мексиканския Пачука. След година следва отново период в Ривър Плейт. През това време печели Копа Судамерикана, Рекопа Судамерикана и Копа Либертадорес (еквивалент на европейската Шампионска лига). Спечелването на Копа Либертадорес позволява на Ривър Плейт да участва на Световното клубно първенство на ФИФА в Япония като представители на зона КОНМЕБОЛ. На 25 август 2015 г. подписва 2-годишен договор с кипърския шампион АПОЕЛ. На 30 август 2015 г. вкарва 2 гола в дебюта си срещу Пафос (6:2). През сезона записва 26 мача и 23 гола във всички турнири, като дори накрая е сред голмайсторите. Прекратява договра си с АПОЕЛ по взаимно съгласие на 2 април 2016 г., тъй като се контузва тежко, а възстановяването му ще отнеме повече от 8 месеца.
Конузията е тежка и Фернандо Кавенаги е принуден да се откаже от футбола. Той го съобщава чрез видео в YouTube, което качва на 27 декември 2016 г. Неговото оттегляне е филмирано от юношеския му отбор Ривър Плейт на стадион Ел Монументал в Буенос Айрес. Той е запомнен като един от най-добрите футболисти на Ривър Плейт.

### Национален отбор
Кавенаги е част от съставът до 20 години, който завършва четвърти на Световното първенство по футбол за младежи през 2003 г. На 26 март 2008 г. дебютира за мъжкия отбор срещу Египет.

## Отличия

### Ривър Плейт
- Примера Дивисион (4): 2002, 2003, 2004, 2014
- Примера „Б“ Насионал (1): 2011/12
- Носител на Копа Судамерикана (1): 2014
- Носител на Рекопа Судамерикана (1): 2015
- Носител на Копа Либертадорес (1): 2015

### Интернасионал
- Кампеонато Гаучо (1): 2011

### Бордо
- Лига 1 (1): 2008/09
- Носител на Купата на Лигата на Франция (2): 2007, 2009
- Носител на Суперкупата на Франция (2): 2008, 2009

### АПОЕЛ
- Кипърска първа дивизия (1): 2015/16

### Аржентина до 20
- Южноамериканско младежко първенство (1): 2003